# Vincenzo Padula (patriota)
Don Vincenzo Padula (Padula, 16 ottobre 1831 – Barcellona Pozzo di Gotto, 29 agosto 1860) è stato un presbitero e patriota italiano. Fratello del patriota garibaldino Filomeno Padula, fu tra gli organizzatori dell'insurrezione nazionale nel Salernitano.
Fece parte della spedizione dei Mille capeggiata da Giuseppe Garibaldi.

## Biografia
Nacque nel 1831, da una famiglia originaria di Montemurro, in provincia di Potenza, terzogenito di Maurizio, commerciante, e di Luisa Falotico. La famiglia Padula fu impegnata in prima linea nel Risorgimento italiano, assieme al fratello Filomeno, don Vincenzo conservava gli ideali famigliari di antica tradizione liberale. Studiò nel seminario di Teggiano, per essere poi nominato Procuratore della chiesa madre di San Michele Arcangelo.

### Il sussidio a Pisacane
(Carlo Pisacane su Vincenzo Padula, Lettera al comitato di Napoli, 28 aprile 1857)
A partire dal 1848, fu protagonista dei moti che sconvolsero l'Italia meridionale, assieme alla propria famiglia. Tramite operazioni segrete, don Vincenzo era colui che intratteneva rapporti con gli altri patrioti della provincia e dei confini lucani, raccogliendo armi, munizioni in luoghi sicuri e discreti (probabilmente usufruendo anche delle chiese sul territorio). Carlo Pisacane, che aveva organizzato, concorde con Mazzini, una spedizione nel Regno delle Due Sicilie, per rivoltare il popolo contro i Borbone di Napoli, trattenendo una corrispondenza con don Vincenzo, che divenne il suo principale punto d'appoggio nel Salernitano. Quando Pisacane sbarcò a Sapri, con i Trecento, raggiunse la collina di Padula, dove ad attenderlo, ci sarebbe stato don Vincenzo.
Il sacerdote venne però arrestato a Salerno, a causa dell'aria di sospetto che si era attirato, assieme ad altri come don Giuseppe Cardillo. La spedizione fallì e l'esercito di Pisacane fu decimato dalle milizie borboniche.

### I mille di Garibaldi e la morte
Dopo essere stato scarcerato, fu mandato in esilio a Genova, all'epoca facente parte del Regno di Sardegna. Si mise in contatto con Garibarldi, partendo coi Mille per la spedizione verso Marsala. Rimase ferito alla gamba destra nella battaglia di Milazzo, «il prode capitano venne trasportato nella casa del sindaco di Barcellona [Pozzo di Gotto], ove venne assistito dal compatriota ufficiale Michele Magnoni». Dopo essere stato elevato a grado di Maggiore, morì qualche mese dopo, il 29 agosto 1860. Venne sepolto nel cimitero della Chiesa dei Cappuccini di Barcellona Pozzo di Gotto.